# Supercoppa di Malta (calcio femminile)
La Supercoppa di Malta, ufficialmente Assikura Women's Super Cup e precedentemente BOV Women's Super Cup per motivi di sponsorizzazione, è una competizione di calcio femminile organizzata dalla Federcalcio maltese (MFA), riservata a squadre di club che si tiene con cadenza annuale tra la campionessa di Malta in carica e la detentrice della Coppa di Malta.
Al 2023 le squadre di maggior successo nel torneo sono il Birkirkara e l'Hibernians, con sette trofei conquistati ciscuna.

## Risultati
| Edizione                      | Vincitore (volta) | Data              | Campione di Malta | Vincitore o finalista della Coppa di Malta | Risultato     | Sede                        |
| ----------------------------- | ----------------- | ----------------- | ----------------- | ------------------------------------------ | ------------- | --------------------------- |
| 2005                          | Birkirkara (1)    | 2005              | Hibernians        | Birkirkara                                 | 0-0 (6-7 dtr) | Ta' Qali, Centenary Stadium |
| 2006                          | Hibernians (1)    | 2006              | Hibernians        | Birkirkara                                 | 3-0           | Ta' Qali, Centenary Stadium |
| 2007                          | Hibernians (2)    | 2007              | Birkirkara        | Hibernians                                 | 0-3           | Ta' Qali, Centenary Stadium |
| 2008                          | Birkirkara (2)    | 2008              | Hibernians        | Birkirkara                                 | 0-2           | Ta' Qali, Centenary Stadium |
| 2009                          | Mosta (1)         | 28 settembre 2009 | Birkirkara        | Mosta                                      | 0-2           | Ta' Qali, Centenary Stadium |
| 2010                          | Birkirkara (3)    | 6 ottobre 2010    | Birkirkara        | Mosta                                      | 2-0           | Ta' Qali, Centenary Stadium |
| 2011                          | Mosta (2)         | 14 settembre 2011 | Mosta             | Birkirkara                                 | 1-0           | Ta' Qali, Centenary Stadium |
| 2012                          | Mosta (3)         | 11 settembre 2012 | Birkirkara        | Mosta                                      | 0-0 (3-4 dtr) | Ta' Qali, Centenary Stadium |
| 2013                          | Hibernians (3)    | 8 settembre 2013  | Birkirkara        | Hibernians                                 | 2-0           | Ta' Qali, Centenary Stadium |
| 2014                          | Hibernians (4)    | 29 settembre 2014 | Hibernians        | Birkirkara                                 | 2-0           | Ta' Qali, Centenary Stadium |
| 2015                          | Hibernians (5)    | 22 settembre 2015 | Hibernians        | Birkirkara                                 | 2-0           | Ta' Qali, Centenary Stadium |
| 2016                          | Hibernians (6)    | 12 settembre 2016 | Hibernians        | Birkirkara                                 | 5-3           | Ta' Qali, Centenary Stadium |
| 2017                          | Birkirkara (4)    | 25 settembre 2017 | Birkirkara        | Hibernians                                 | 3-2           | Ta' Qali, Centenary Stadium |
| 2018                          | Hibernians (7)    | 18 settembre 2018 | Birkirkara        | Hibernians                                 | 0-3           | Ta' Qali, Centenary Stadium |
| 2019                          | Birkirkara (5)    | 13 dicembre 2019  | Birkirkara        | Mġarr United                               | 6-0           | Ta' Qali, Centenary Stadium |
| non disputata nel 2020 e 2021 |                   |                   |                   |                                            |               |                             |
| 2022                          | Birkirkara (6)    | 21 dicembre 2022  | Birkirkara        | Swieqi United                              | 2-0           | Ta' Qali, Centenary Stadium |
| 2023                          | Birkirkara (7)    | 13 dicembre 2023  | Birkirkara        | Swieqi United                              | 2-1           | Ta' Qali, Centenary Stadium |
| 2024                          | Swieqi United (1) | 8 dicembre 2024   | Birkirkara        | Swieqi United                              | 1-2           | Ta' Qali, Centenary Stadium |

## Statistiche

### Vincitrici e finaliste
| Squadra       | Numero di vittorie | Edizioni vinte                           | Finali perse                                               |
| ------------- | ------------------ | ---------------------------------------- | ---------------------------------------------------------- |
| Birkirkara    | 7                  | 2005, 2008, 2010, 2017, 2019, 2022, 2023 | 2006, 2007, 2009, 2011, 2012, 2013, 2014, 2015, 2016, 2018 |
| Hibernians    | 7                  | 2006, 2007, 2013, 2014, 2015, 2016, 2018 | 2005, 2008,2017, 2024                                      |
| Mosta         | 3                  | 2009, 2011, 2012                         | 2010                                                       |
| Swieqi United | 1                  | 2024                                     | 2022, 2023                                                 |
| Mġarr United  | —                  | —                                        | 2019                                                       |